# 中谷弥栄子
中谷 弥栄子（なかたに やえこ）は、日本の栄養学者。鎌倉女子大学家政学部管理栄養士学科教授。博士（医学）。
東京農業大学農学部栄養学科管理栄養士専攻卒業、同大学院農学研究科食品栄養学専攻修士課程修了。公益社団法人日本栄養士会、東邦大学医学部、杏林大学保健学部を経て、2006年より鎌倉女子大学家政学部教授。管理栄養士国家試験委員、独立行政法人労働者健康福祉機構東京産業保健推進センター特別相談員、鎌倉食育推進会議副会長などを歴任。第43回日本栄養改善学会奨励賞を受賞。

## 単著・論文
- 『調理用語辞典』（共著）全国調理師養成施設協会（昭和61年）
- 『エピデミオロジー／医学がわかる疫学』（共著）新興医学出版社（平成8年）
- 『医師・医療関係者のためのソフトウエアガイド』（共著）中山書店（平成8年）
- 『変わりゆく食環境と食の安全性（クローズアップ食生活シリーズ）』（編集）ぎょうせい（平成13年）
- 『社会・環境と健康（エッセンシャル）』（共著）医歯薬出版（平成16年）
- 『管理栄養士国家試験問題集』（共著）第一出版（平成19年）
- 『管理栄養士技術ガイド』（共著）文光堂（平成20年）
- 『コンパクト公衆栄養学』（共著）朝倉書店（平成22年）

## 関係項目
- 栄養学／公衆衛生学
- 鎌倉女子大学